# Névrose narcissique
La névrose narcissique, catégorisation d'inspiration freudienne, est une des entités psychopathologiques conceptualisées par la psychanalyse. Selon Jean Laplanche et Jean-Bertrand Pontalis, le terme tend à disparaître.

## Définition
Freud appelle « névrose narcissique » (narzisstische Neurose) « une maladie mentale caractérisée par le retrait de la libido sur le moi ». Le terme « tend à s'effacer aujourd'hui de l'usage psychiatrique et psychanalytique ». Freud oppose la névrose narcissique aux névroses de transfert.
Par la suite (dans Névrose et Psychose, 1924), Freud limitera l'emploi du terme de névrose narcissique aux seules « affections de type mélancolique », différenciant celles-ci « aussi bien des névroses de transfert que des psychoses ». Selon Michel Vincent, « Freud a proposé le terme "névrose narcissique" pour désigner la psychose maniaco-dépressive pour autant qu'elle se caractérise par le retrait de la libido dans le Moi ».

#### Textes de référence
- Sigmund Freud,
  - Pour introduire le narcissisme , 1914 in La vie sexuelle, PUF 1969 ; nouvelle traduction en 2012 dans la Petite Bibliothèque Payot  (ISBN 9782228907439).
  - Deuil et mélancolie (1915)
  - Névrose et psychose, 1924

#### Études
- Francis Drossart, « névrose », dans Alain de Mijolla (dir.), Dictionnaire international de la psychanalyse, Paris, Hachette, 2005 (ISBN 201279145X), p. 1152
- J. Laplanche et J.-B. Pontalis, Vocabulaire de la psychanalyse (1967), entrée: « névrose narcissique », Paris, P.U.F., 8e édition, 1984, (ISBN 2 13 038621 0); PUF-Quadrige, 1re édition, 1997,  (ISBN 2 13 048789 0), 5e édition, 2007,  (ISBN 2-13054-694-3)
- Michel Vincent, « névrose narcissique », dans Alain de Mijolla (dir.), Dictionnaire international de la psychanalyse, Paris, Hachette, 2005 (ISBN 201279145X), p. 1163-1164